# Korfbal aux Jeux mondiaux de 2017
Navigation
Cali 2013 Birmingham 2022
Les épreuves de korfbal des Jeux mondiaux de 2017 ont lieu du 21 juillet au 25 juillet 2017 à Wrocław.

## Résultats détaillés

### Qualification
- Qualifié pour les demi-finales
- Qualifié pour les demi-finales de classement

#### Groupe A
| Équipe    | J | G | N | P | PP | PC | Diff |
| --------- | - | - | - | - | -- | -- | ---- |
| Pays-Bas  | 3 | 3 | 0 | 0 | 87 | 36 | +51  |
| Belgique  | 3 | 2 | 0 | 1 | 78 | 45 | +33  |
| Australie | 3 | 1 | 0 | 2 | 43 | 79 | -36  |
| Chine     | 3 | 0 | 0 | 3 | 46 | 94 | -48  |

| 21 juillet | 15h15 | Pays-Bas  | 33 | 10 | Chine     |
| 21 juillet | 20h45 | Belgique  | 26 | 8  | Australie |
| 22 juillet | 13h30 | Chine     | 23 | 25 | Australie |
| 22 juillet | 19h00 | Pays-Bas  | 24 | 16 | Belgique  |
| 23 juillet | 13h30 | Australie | 10 | 30 | Pays-Bas  |
| 23 juillet | 15h15 | Belgique  | 36 | 13 | Chine     |

#### Groupe B
| Équipe         | J | G | N | P | PP | PC | Diff |
| -------------- | - | - | - | - | -- | -- | ---- |
| Taipei chinois | 3 | 3 | 0 | 0 | 74 | 46 | +28  |
| Allemagne      | 3 | 2 | 0 | 1 | 52 | 49 | +3   |
| Royaume-Uni    | 3 | 1 | 0 | 2 | 51 | 47 | +4   |
| Pologne        | 3 | 0 | 0 | 3 | 42 | 77 | -35  |

| 21 juillet | 13h30 | Taipei chinois | 22 | 14 | Allemagne      |
| 21 juillet | 19h00 | Pologne        | 11 | 23 | Royaume-Uni    |
| 22 juillet | 15h15 | Taipei chinois | 23 | 16 | Royaume-Uni    |
| 22 juillet | 20h45 | Pologne        | 15 | 25 | Allemagne      |
| 23 juillet | 19h00 | Royaume-Uni    | 12 | 13 | Allemagne      |
| 23 juillet | 20h45 | Pologne        | 16 | 29 | Taipei chinois |

### Match de classement
|  | Demi-finales de classement | Demi-finales de classement |                        |    | Match pour la 5e place | Match pour la 5e place |
|  | Demi-finales de classement | Demi-finales de classement |                        |    | Match pour la 5e place | Match pour la 5e place |
|  |                            |                            |                        |    |                        |                        |
|  | 24 juillet - 13h30         | 24 juillet - 13h30         |                        |    | 25 juillet - 13h00     | 25 juillet - 13h00     |
|  | 24 juillet - 13h30         | 24 juillet - 13h30         |                        |    | 25 juillet - 13h00     | 25 juillet - 13h00     |
|  | Chine                      | 27                         |                        |    | 25 juillet - 13h00     | 25 juillet - 13h00     |
|  | Chine                      | 27                         |                        |    | 25 juillet - 13h00     | 25 juillet - 13h00     |
|  | Royaume-Uni                | 24                         |                        |    | 25 juillet - 13h00     | 25 juillet - 13h00     |
|  | Royaume-Uni                | 24                         | Chine                  | 19 |                        |                        |
|  | 24 juillet - 15h15         |                            | Chine                  | 19 |                        |                        |
|  |                            | Australie                  | 17                     |    |                        |                        |
|  | Pologne                    | Australie                  | 17                     | 18 |                        |                        |
|  | Pologne                    |                            |                        | 18 |                        |                        |
|  | Australie                  | 20                         |                        |    |                        |                        |
|  | Australie                  | 20                         | Match pour la 7e place |    |                        |                        |
|  |                            |                            |                        |    |                        |                        |
|  | 25 juillet - 11h00         |                            |                        |    |                        |                        |
|  |                            |                            |                        |    |                        |                        |
|  | Royaume-Uni                | 25                         |                        |    |                        |                        |
|  | Royaume-Uni                | 25                         |                        |    |                        |                        |
|  | Pologne                    | 18                         |                        |    |                        |                        |
|  | Pologne                    | 18                         |                        |    |                        |                        |

### Phase finale
|  | Demi-finales       | Demi-finales       |                        |    | Finale             | Finale             |
|  | Demi-finales       | Demi-finales       |                        |    | Finale             | Finale             |
|  |                    |                    |                        |    |                    |                    |
|  | 29 juillet - 19h00 | 29 juillet - 19h00 |                        |    | 30 juillet - 19h00 | 30 juillet - 19h00 |
|  | 29 juillet - 19h00 | 29 juillet - 19h00 |                        |    | 30 juillet - 19h00 | 30 juillet - 19h00 |
|  | Belgique           | 18                 |                        |    | 30 juillet - 19h00 | 30 juillet - 19h00 |
|  | Belgique           | 18                 |                        |    | 30 juillet - 19h00 | 30 juillet - 19h00 |
|  | Taipei chinois     | 22                 |                        |    | 30 juillet - 19h00 | 30 juillet - 19h00 |
|  | Taipei chinois     | 22                 | Taipei chinois         | 14 |                    |                    |
|  | 29 juillet - 20h45 |                    | Taipei chinois         | 14 |                    |                    |
|  |                    | Pays-Bas           | 26                     |    |                    |                    |
|  | Allemagne          | Pays-Bas           | 26                     | 13 |                    |                    |
|  | Allemagne          |                    |                        | 13 |                    |                    |
|  | Pays-Bas           | 25                 |                        |    |                    |                    |
|  | Pays-Bas           | 25                 | Match pour la 3e place |    |                    |                    |
|  |                    |                    |                        |    |                    |                    |
|  | 30 juillet - 17h00 |                    |                        |    |                    |                    |
|  |                    |                    |                        |    |                    |                    |
|  | Belgique           | 24                 |                        |    |                    |                    |
|  | Belgique           | 24                 |                        |    |                    |                    |
|  | Allemagne          | 9                  |                        |    |                    |                    |
|  | Allemagne          | 9                  |                        |    |                    |                    |

## Podiums
| Épreuves | Or | Argent | Bronze |
| -------- | --- | --- | --- |
| Tournoi  | Pays-Bas- Nadhie den Dunnen (nl) - Esther Cordus (nl) - Marjolijn Kroon (nl) - Maaike Steenbergen - Jet Hendriks (nl) - Celeste Split (nl) - Suzanne Struik (nl) - Olav van Wijngaarden (nl) - Erwin Zwart (nl) - Harjan Visscher (nl) - Mick Snel (nl) - Richard Kunst (nl) - Laurens Leeuwenhoek (nl) - Nick Pikaar (nl) | Taipei chinois - Ya-Wen Lin (nl) - Shu Chi Chang - Chou Ying Li - Shu Ping Chu - Cin Chen - Szu Yu Lin - Ying Yen Chuan - Chun-Hsien Wu - Nien Hua Huang - Shu An Wu - Chu Ta Chen - Chen Yu Kao - Tzu Yao Huang - Hsiang Lin Chuang | Belgique - Karen Van Camp - Shiara Driesen (nl) - Stephanie Versele - Julie Caluwé (nl) - Zahra Verhoeven - Saar Seys (nl) - Patty Peeters (nl) - Jesse De Bremaeker (nl) - Nick Janssens (nl) - Brent Struyf (nl) - David Peeters (nl) - Yani Janssens - Jarni Amorgaste (nl) - Jari Hardies (nl) |

## Tableau des médailles
- Pays organisateur

| Rang  | Nation         | Or | Argent | Bronze | Total |
| ----- | -------------- | -- | ------ | ------ | ----- |
| 1     | Pays-Bas       | 1  | 0      | 0      | 1     |
| 2     | Taipei chinois | 0  | 1      | 0      | 1     |
| 3     | Belgique       | 0  | 0      | 1      | 1     |
| Total | Total          | 1  | 1      | 1      | 3     |